# たつの市立龍野小学校

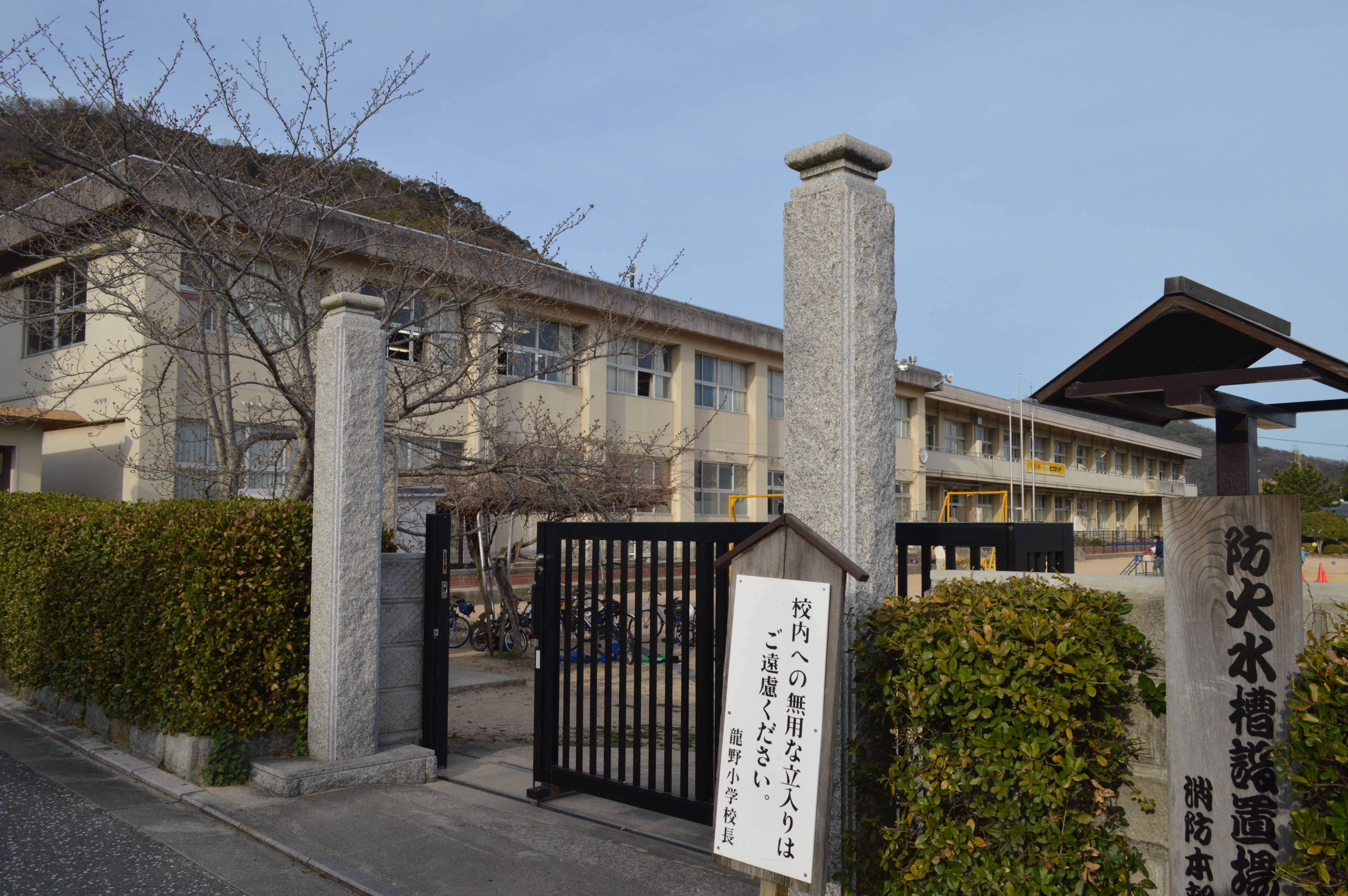
西門

たつの市立龍野小学校（たつのしりつ たつのしょうがっこう）は、兵庫県たつの市龍野町上霞城にある公立小学校。
周囲は龍野城の城下町で、落ち着いた街並が広がる。

## 沿革
- 1872年（明治6年） - 龍野に遊焉小学校、勸善小学校、勸業小学校、研覃小学校の4小学校が開校[1]。
- 1873年（明治7年）7月27日 - 4小学校が統合されて龍山小学校が開校[1]。
- 1887年（明治20年）4月 - 富永、日山、小神、野田、半田の5村が合併して龍山尋常小学校が設置される[1]。
- 1891年（明治24年）7月28日 - 龍野町全体で1学区となって龍野尋常小学校に改称[1]。
- 1911年（明治44年）4月1日 - 高等科が併置されて龍野尋常高等小学校に改称[1]。
- 1923年（大正12年）7月15日 - 三木露風の作詞と山田耕筰の作曲による校歌が制定される[1]。
- 1941年（昭和16年）4月1日 - 龍野国民学校に改称[1]。
- 1947年（昭和22年）4月1日 - 龍野町立龍野小学校に改称[1]。
- 1951年（昭和26年）4月1日 - 龍野町が龍野市となったことで龍野市立龍野小学校に改称[1]。
- 1967年（昭和42年）12月9日　ｰ 「調和のとれた学校経営」で学研教育賞を受賞する。
- 1974年（昭和49年）2月14日 - 創立100周年記念式典を挙行[1]。
- 1994年（平成6年） - 創立120周年を迎える。
- 2005年（平成17年）10月1日 - 合併でたつの市が発足したことでたつの市立龍野小学校に改称[1]。
- 2011年（平成23年）2月5日　ｰ 田中徹夫氏が「校歌」を揮毫する。
- 2019年（令和元年）7月5日　ｰ 創立145周年記念ドローンによる航空写真撮影を行う。

## 校歌
- 作詞: 三木露風
- 作曲: 山田耕筰

## 周辺
- 龍野城址
- 龍野歴史文化資料館
- うすくち龍野醤油資料館 - ヒガシマル醤油の資料館。
- 神戸地方裁判所龍野支部

## アクセス
- 神姫バス 龍野バス停から西に400m
- JR姫新線本竜野駅から西に1.3km

## 卒業生
- 三木露風 - 詩人。
- 平山晃康 - 1967年卒業。脳神経外科医。日本大学教授。

## 通学区域が隣接している学校
- たつの市立小宅小学校
- たつの市立揖西東小学校
- たつの市立越部小学校